# Meopta
Meopta est une entreprise tchèque spécialisée dans l'optique, qui a notamment fabriqué des projecteurs de cinéma et des agrandisseurs photo. 

## Histoire
La compagnie trouve son origine dans la société Optikotechna, créée à Přerov en 1933. Dans les années 1930, celle-ci produit des agrandisseurs, du matériel de laboratoire et des optiques. 
En 1938, elle commence à produire des appareils photo pour le grand public. Les premiers modèles sont l'Optiflex, l'Autoflex et le Flexette, des reflex bi-objectifs (TLR) de moyen format 6 × 6, qui marquent le début d'une longue série. 
Durant la Seconde Guerre mondiale, la société produit des équipements optiques pour l'armée allemande. En 1946, elle est nationalisée, dans le cadre des décrets Beneš, par le gouvernement de la Troisième République Tchécoslovaque, et réunie avec d'autres entreprises de taille plus modeste sous le nouveau nom de Meopta, acronyme de "MEchanická a OPTická výrobA" (fabrication mécanique et optique). Elle poursuit la fabrication de divers matériels optiques : appareils photo (jusqu'en 1971), projecteurs, agrandisseurs, caméras, etc.
La société est privatisée en 1992. Elle fabrique désormais des systèmes de commande électroniques optiques pour l'industrie des semi-conducteurs, des systèmes optiques pour projecteurs numériques, des systèmes de mesure sans contact, des lentilles, des prismes optiques, des lunettes de visée pour fusils, des jumelles et des lunettes d'observation.

## Appareils photographiques
TLR 6 x 6
- Flexette
- Autoflex
- Optiflex
- Flexaret I
- Flexaret II
- Flexaret III
- Flexaret IV/IVa
- Flexaret V/Va
- Flexaret Standart
- Flexaret automat VI
- Flexaret automat VII

Boîtier folding 6 x 6
- Milona

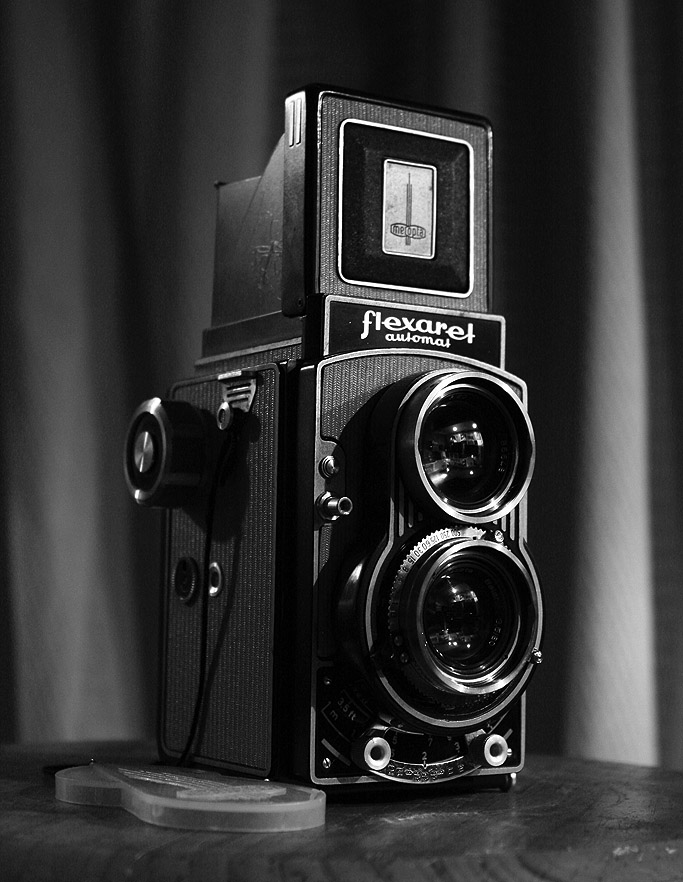
Flexaret VII Automat 1967

Boîtier à objectif interchangeable 35 mm
- Opema I/II

Boîtier mono objectif 35 mm
- Optineta
- Etareta

Boîtier stéréo 35 mm
- Stereo 35

Boîtier 16 mm
- Mikroma series

Grand format 13 x 18
- Magnola